# ناحیه ادرار
دائرة ادرار (به عربی: دائرة أدرار) یک سکونتگاه مسکونی در الجزایر است که در استان ادرار واقع شده‌است.

## خصوصیات
دائرة ادرار ۸۸٬۲۶۶ نفر جمعیت دارد.